# 市ノ瀬アオ
市ノ瀬 アオ（いちのせ アオ、2007年2月7日 - ）は、日本のファッションモデル。ガールズユニット「HUNNY BEE」の元メンバー。岐阜県郡上市出身。2025年3月末までホリプロに所属していた。

## 略歴
2018年、第43回ホリプロタレントスカウトキャラバンが開催されたが、合格者の情報は選考過程を含めてデビューまで非公開とされた。
2019年3月発売の『りぼん』2019年4月号から柚木ウタノ作の漫画『きみとゆめみる羊』の連載が開始される。『きみとゆめみる羊』は、田舎育ちの小学6年生アオがホリプロのオーディションを受け芸能界デビューを目指す物語である。11月30日発売の『りぼん』2020年1月号で『きみとゆめみる羊』の登場人物のモデルが実在することが明かされ、劇中に登場した5人組のガールズユニット「821」メンバーが初公表される。市ノ瀬は「アオ」の名でビジュアルとともに紹介される。
2020年1月24日、821のデビュー記者会見が開かれ、メンバー「アオ」として演壇中央に立つ。2月28日、821のデビュー曲「WHO」が配信開始となる。しかし新型コロナウイルスの感染拡大で活動が制限される。
2021年、Seventeenの専属モデルオーディション「ミスセブンティーン2021」に合格し、8月18日にオンライン開催された「Seventeen夏の学園祭2021」で、市ノ瀬を含む5名の合格者がお披露目された。
2021年12月14日放送の日本テレビ『超無敵クラス』でバラエティ番組に初出演する。
2022年3月24日、25日には新宿区立新宿文化センター・大ホールで上演された『舞台 Bling Bling By Seventeen』に出演した。
2022年春、高校進学を期に上京し、一人暮らしをはじめる。5月14日、幕張メッセで開催された「Rakuten GirlsAward 2022 SPRING/SUMMER」にSeventeenモデルの一人として出演する。8月には大塚萌香、神谷侑理愛と共に、カンロのキャンディディレクターに就任した。
2025年2月にSeventeenの専属モデルからの卒業が発表された。2025年3月末日をもってホリプロを退社した。

## 人物
出生から3歳までは父親の母国であるオーストラリアで暮らす。
憧れの人は、中条あやみ、雑賀サクラ、村重杏奈、好きなアーティストは、アリアナ・グランデ、宇多田ヒカル。

## 出演

### 映画
- ひみつのなっちゃん。（2023年1月13日公開）[27]

### テレビ
- 超無敵クラス（2021年12月14日、日本テレビ）[17]

### ランウェイ
- Rakuten GirlsAward 2022 SPRING/SUMMER（2022年5月14日、幕張メッセ）[20]
- Rakuten GirlsAward 2022 AUTUMN/WINTER（2022年10月8日、幕張メッセ）
- Rakuten GirlsAward 2023 SPRING/SUMMER（2023年5月4日、国立代々木競技場第一体育館）
- Rakuten GirlsAward 2023 AUTUMN/WINTER（2023年9月30日、幕張メッセ）[28]
- Rakuten GirlsAward 2024 SPRING/SUMMER（2024年5月3日、国立代々木競技場第一体育館）
- Rakuten GirlsAward 2024 AUTUMN/WINTER（2024年10月19日、幕張メッセ）

### 雑誌
- Seventeen（2021年 - 2025年[23]、集英社） - 専属モデル[29][30][31]
- mini（2020年3月号）
- CMNOW vol.217（玄光社、2022年6月10日発売）[32]